# Achterdek

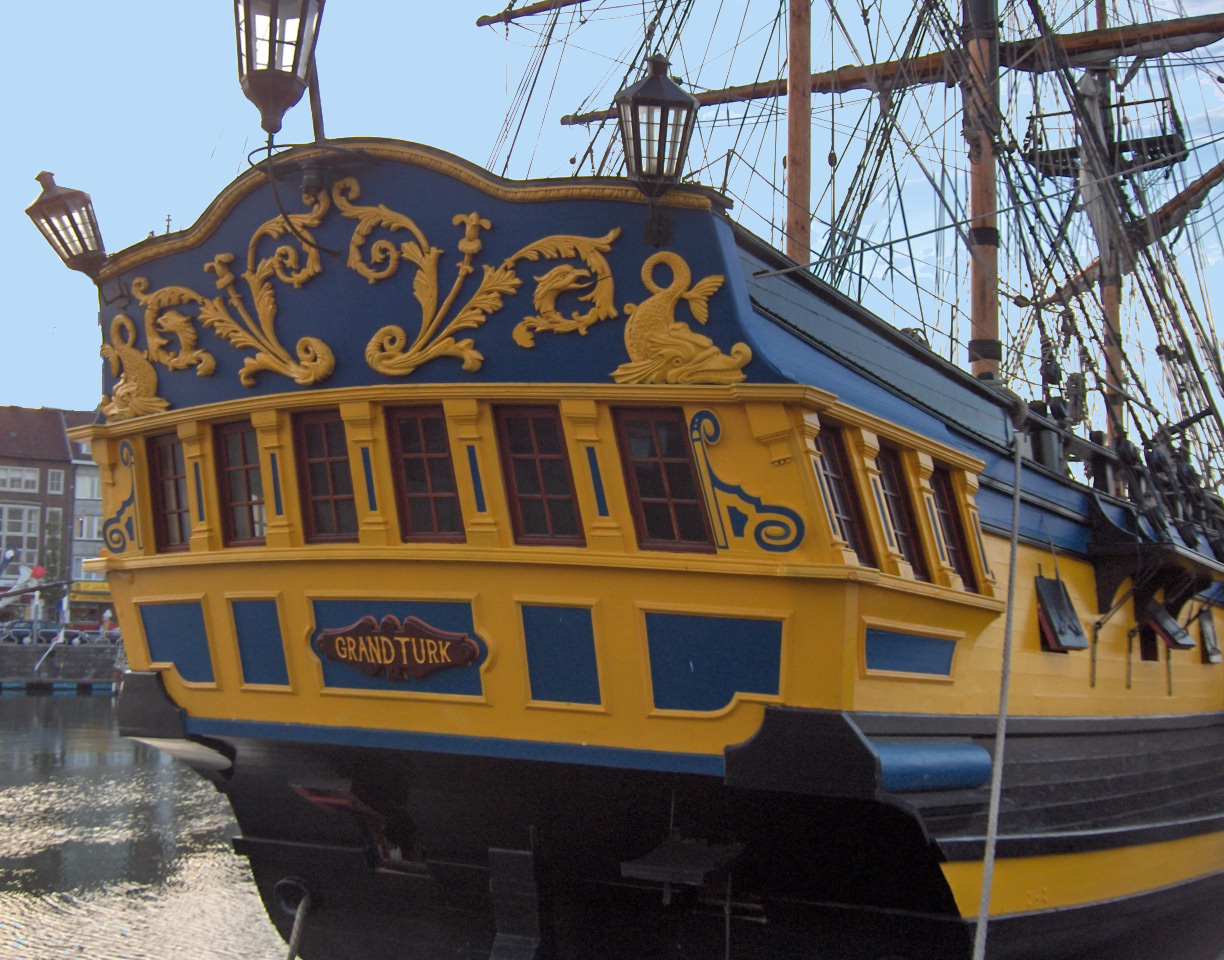
Achterdek żaglowca Grand Turk

Achterdek, pokład rufowy (ang. poop deck) – powierzchnia pokładu na statku w części rufowej. Na jachcie znajduje się za kokpitem. Na żaglowcu achterdek rozciąga się od ostatniego masztu do rufy.
Najczęściej pod achterdekiem znajduje się ładownia rufowa nazywana achterpikiem.